# 沃尔特·法利

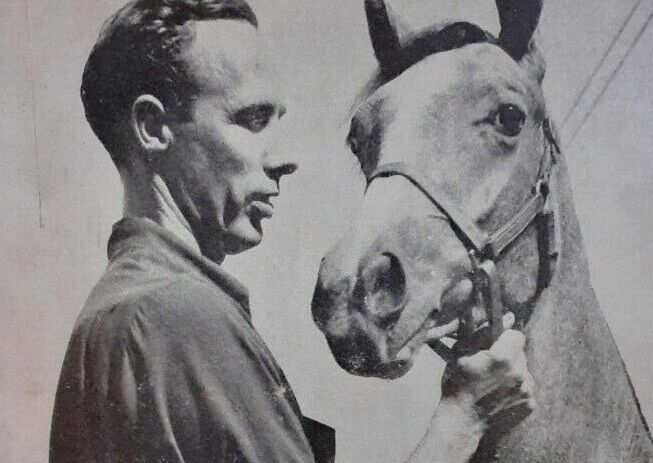
沃尔特·法利

沃尔特·法利（1915年6月26日 - 1989年10月16日） 是一位美国作家。 
法利的叔叔是一名职业骑手，教了他各种训练马匹的方法。他因此寫下了不少與馬有關的小說。1941年，他在哥倫比亞學院获得了文学学士学位。
他小说的大部分情节以纽约市為背景。
第二次世界大战期间，法利担任美國陸軍第4裝甲師的駐軍记者，为陆军刊物撰稿。 
1989年10月，法利因癌症去世。 